# Aftalt forældreskab
Aftalt forældreskab (på engelsk: Platonic Co-Parenting) er en moderne familieform, hvor to eller flere personer vælger at få og opdrage et barn sammen uden at være i en romantisk relation. Familiekonstellationen er dermed unik ved, at der i de fleste tilfælde vil være et fravær af fysisk intimitet mellem de biologiske forældre. Fænomenet er vokset markant i popularitet i takt med ændrede familieforhold, vækst i digitale platforme, samt samfundets stigende accept af alternative familieformer.

## Historie og udvikling
Aftalt forældreskab har længe været en etableret praksis i LGBTQ+-miljøer som en måde at opnå forældreskab på udenfor traditionelle rammer. Senere er konceptet også blevet mere udbredt blandt heteroseksuelle personer, især dem, der er karrierefokuserede eller ikke har fundet en romantisk partner i tide til at få børn.

## Behov og motivation
Mange vælger aftalt forældreskab som en løsning på biologiske, sociale eller økonomiske udfordringer. For heteroseksuelle ciskønnede personer er det ofte et kapløb mod det biologiske ur, mens LGBTQ+-personer typisk mangler adgang til traditionelle veje til forældreskab. Undersøgelser viser også, at 34 % af kvinder over 30 år overvejer at få børn uden en mand, hvilket illustrerer en skiftende holdning til, hvad det vil sige at skabe en familie.

## Platforme og teknologi
Digitale matchmaking-platforme har spillet en central rolle i udbredelsen af aftalt forældreskab. Disse platforme bruger avancerede algoritmer til at matche potentielle forældre baseret på fælles værdier og forventninger. De tilbyder også rådgivning, juridisk støtte og ressourcer for at sikre stabile og trygge familieforhold.

## Fordele og udfordringer
Aftalt forældreskab tilbyder flere fordele:
- Stabilitet: Barnet vokser op med to engagerede forældre, der har afklarede roller og forventninger.[8]
- Diversitet: Styrker accepten af alternative familieformer i samfundet.
- Fleksibilitet: Tillader forældre at tilpasse opdragelsesmetoder til deres individuelle behov.[9]

Udfordringer inkluderer:
- Social accept: Nogle oplever stigma omkring at vælge en ikke-traditionel familieform.[10]
- Juridiske spørgsmål: Det er nødvendigt at etablere klare juridiske aftaler for forældres rettigheder og ansvar.[8]

## Fremtidsperspektiver
Eksperter forventer, at aftalt forældreskab vil vokse yderligere i popularitet, især som et svar på moderne samfunds skiftende strukturer og værdier.